# Heligholm
Heligholm ist eine 11,8 Hektar große Insel im Kirchspiel Vamlingbo im Süden der größten schwedischen Insel Gotland.
Sie liegt etwa 300 Meter von der gotländischen Küsten entfernt, in der Nähe der Fischerstelle Holm (Holmhällar)  im Kirchspiel Vamlingbo und von Holmhällars Raukengebiet im südlichen Gotland.

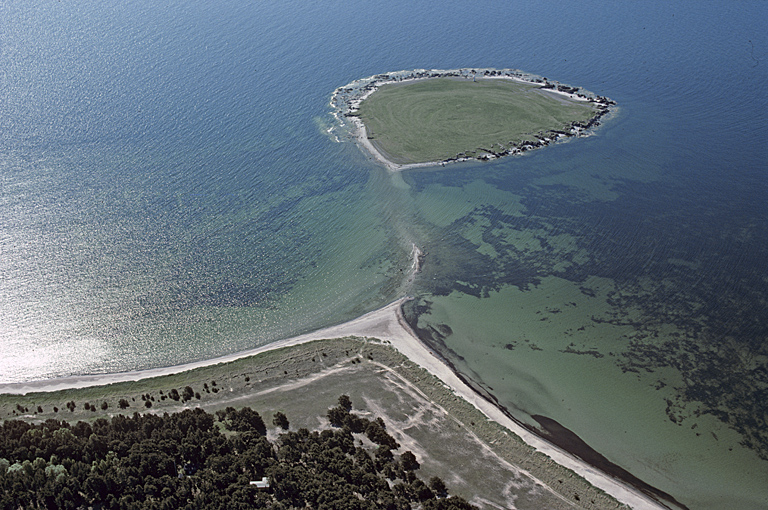
Heligholmen

Die Insel ist ein Vogelschutzgebiet und darf vom 15. März bis zum 30. Juni nicht betreten werden.
Carl von Linné besuchte und beschrieb die Insel während seiner Reise nach Gotland im Jahre 1741.
Das flache Riff zwischen Holmhällar und Heligholmen wird Hästgangen genannt und hat gefährliche Unterwasserströmungen.
Das einzige Gebäude auf der Insel ist der 1913 errichtete Leuchtturm.